# 쓰촨성 (중화민국)

쓰촨 성의 위치

쓰촨성(중국어: 四川省, 한국어: 사천성)은 1912년부터 1949년까지 존재했던 중화민국의 성으로 성도는 청두이며 면적은 303,318km2이다. 16개 행정독찰구 하에 2개 시, 141개 현, 3개 설치국을 관할했다. 동쪽으로는 후난 성과 후베이 성, 서쪽으로는 시캉 성, 남쪽으로는 후난 성과 구이저우 성, 북쪽으로는 산시 성 (섬서성), 간쑤 성과 접하고 있었다.